# Millennium-Simulation
Die Millennium-Simulation (im englischen Sprachraum auch als Millennium Run bekannt) ist ein Projekt des Virgo-Konsortiums, einer Gruppe von Kosmologen aus Deutschland, Großbritannien, Kanada, Japan und den USA unter Federführung des Max-Planck-Instituts für Astrophysik in Garching bei München. Ziel war die Erstellung einer Computersimulation zur Klärung der kosmologischen Frage, wie sich aus dem direkt nach dem Urknall weitgehend strukturlosen Universum die heute beobachtbaren Großstrukturen, Galaxien und Sterne bilden konnten. Im Sommer 2005 konnten Ergebnisse vorgestellt werden, die die Entstehung von großen Unregelmäßigkeiten aus kleinen eingebrachten Inhomogenitäten zeigen.

## Die Simulation
Im Zentrum der Simulation steht nicht gewöhnliche Materie, sondern Dunkle Materie, die nach der gängigen Meinung etwa 80 Prozent der Masse des Universums ausmacht. Diese Art der Materie konnte offensichtlich von der starken elektromagnetischen Strahlung des heißen frühen Universums nicht auseinandergetrieben werden und verklumpte so früher als die „normale“ Materie. Daher spielte Dunkle Materie für die Strukturbildung des Universums wohl die wichtigste Rolle.
Selbst mit Supercomputern ist es nicht möglich, die Vorgänge im gesamten bekannten Universum zu modellieren. Daher beschränkte man sich auf einen würfelförmigen Ausschnitt von 650 MPc bzw. 2 Milliarden Lichtjahren Kantenlänge. In diesen Bereich wurde Dunkle Materie von 10 Trillionen Sonnenmassen „eingebracht“, die auf 2160³ ≈ 10 Milliarden virtuelle Teilchen gleichmäßig verteilt wurde. Zum Start der Simulation wurden der Verteilung der dunklen Materie winzige Dichteschwankungen aufgeprägt. Auch in der Realität müssen solche Unregelmäßigkeiten vorhanden gewesen sein, wie aus der Beobachtung der kosmischen Hintergrundstrahlung bekannt ist. Die Stärke der Unregelmäßigkeiten entspricht etwa der im realen Universum 10 Millionen Jahre nach dem Urknall. Das Programm berechnete nun die Bewegung eines jeden Teilchens aufgrund der Schwerkraft mit einer Schrittlänge von etwa einer Million Jahren. Wie dem realen Universum war auch der Simulation ein expandierender Raum zugrunde gelegt. Die Simulation endete nach etwa 11.000 Zeitschritten, was einer Zeitspanne von 14 Milliarden Jahren, also dem Alter des heutigen Universums, entspricht. Die Simulation lief 28 Tage auf 512 Prozessoren.
Die Simulation beginnt 397.000 Jahre nach dem Urknall, als die heute empfangbare kosmische Hintergrundstrahlung emittiert wurde. Die kosmische Hintergrundstrahlung wird seit Jahren von astrophysikalischen Satelliten vermessen (z. B. vom Satelliten Cobe). Die dabei festgestellten Inhomogenitäten wurden als Ausgangspunkt für die zu beobachtenden Strukturen der Materieverteilung angenommen. Aus dieser Anfangsverteilung der Materie und unter Anwendung der physikalischen Gesetze, deren Gültigkeit für das aktuell beobachtbare Universum vorausgesetzt wird, wurde die Entwicklung der räumlichen Verteilung der Materie am mathematischen Modell studiert. Da sich im Ablauf der Simulation die heute beobachtbaren großräumigen Strukturen (schwammartige Verteilung von Galaxien/Galaxienhaufen mit Filamenten, »Walls« und »Voids«) ergaben, konnte man davon ausgehen, dass die Grundannahmen der Simulation korrekt waren.
In einem zweiten Simulationsschritt wurde normale Materie in die Simulation entsprechend der Verteilung von dunkler Materie hineinmodelliert, wodurch aufleuchtende Sterne und Galaxienformen visualisiert werden konnten.
Am 2. Juni 2005 wurden erste wissenschaftliche Ergebnisse veröffentlicht. Nachdem der Sloan Digital Sky Survey aktuelle Annahmen der Kosmologie durch das Aufspüren von Schwarzen Löchern in sehr hellen Quasaren in großer Entfernung (und damit zugleich in einem unerwartet frühen Stadium des Universums) in Frage gestellt hatte, konnte die Millennium-Simulation durch die ebenfalls sehr frühe Bildung von derartigen Quasaren in ihrem Modell nachweisen, dass das nicht im Widerspruch zu gängigen Annahmen der Kosmologie steht.

## Millennium II
2009 führte dieselbe Gruppe von Astrophysikern die Millennium II-Simulation (MS-II) aus, die einen kleineren Raumwürfel mit einer Kantenlänge von 400 Millionen Lichtjahren untersuchte. Dabei wurden ebenfalls 2160³ »Teilchen« betrachtet, wobei jedes allerdings nur 6,9 Millionen Sonnenmassen repräsentierte.
Diese Aufgabe war sogar noch aufwendiger zu programmieren als die ursprüngliche Simulation, weil das Verteilen der Rechenleistung zwischen den Prozessoren aufwendiger wird, wenn es um dichte Klumpen von Materie geht. Zu dieser stärkeren räumlichen Zusammenballung der »Teilchen« kommt es durch ihre geringere Masse. Mit MS-II waren auf dem Power-6-Computer in Garching bei München 2048 Prozessoren ungefähr einen Monat lang beschäftigt.
Eine weitere Simulation wurde ausgeführt, bei der mit weniger »Teilchen« bei gleichen Ausgangsbedingungen untersucht wurde, ob die Ergebnisse der hochaufgelösten Simulation auch bei niedrigeren Auflösungen bestätigt werden können.

## Millennium XXL
2010 wurde die bislang aufwendigste Simulation Millennium XXL (MXXL) ausgeführt. Diesmal wurde ein Kubus mit 12 Milliarden Lichtjahren Kantenlänge gewählt, in dem 6720³ »Teilchen« mit jeweils 7 Milliarden Sonnenmassen untersucht wurden. MXXL umfasste damit ein 216-fach größeres Volumen als die ursprüngliche Millennium-Simulation.
Die Simulation wurde auf JUROPA, einem der damaligen Top-15-Supercomputer ausgeführt. Er verfügte über 12.000 Cores, 30 TiBytes Arbeitsspeicher und gab mehr als 100 Terabytes Daten aus.
Kosmologen haben die Daten der MXXL-Simulation genutzt, um die Verteilung von Galaxien und Halos von Dunkler Materie in sehr großen Dimensionen zu studieren und um weiter zu klären, wie die größten Strukturen im Universum entstanden sind.

## Millennium Observatorium
Das Millennium Run Observatorium (MROb – etwa: mit Millennium-Daten gefüttertes Observatorium) ist ein theoretisches, virtuelles Observatorium, das die Vorhersagen zur  Verteilung von dunkler Materie und von Galaxien aus den Millennium-Simulationen nutzt, um mit einem virtuellen Teleskop simulierte »Beobachtungen« zu ermöglichen und diese dann mit den tatsächlichen Beobachtungen abzugleichen. Astrophysiker planen damit reale Beobachtungssitzungen und können somit die Zeit reduzieren, in denen sie knappe Teleskopzeit benötigen. Durch den fortgesetzten Abgleich von simulierten »Beobachtungen« und tatsächlichen Beobachtungen lassen sich die Vorhersagen der Millennium-Simulationen überprüfen und verfeinern.
Eine erste Tranche von virtuellen »Beobachtungen« durch MROb wurde den Astronomen weltweit zur Analyse auf der MROb-Website zur Verfügung gestellt. Das virtuelle MROb-Universum kann mit einem Online-Tool, dem MROb-Browser durchsucht werden. Dem Benutzer ist es damit möglich, mit der MROb-Datenbank, in der die Daten von Millionen von Dunkle-Materie-Halos und ihren Galaxien gespeichert sind, zu interagieren. Gegenwärtig sind Aktualisierungen des MROb-Netzwerks geplant.

## Das Ergebnis
Die Simulation zeigt eindrucksvoll, wie sich eingebrachte Dichteschwankungen allmählich verstärken, sodass schließlich eine klumpige Struktur entsteht, wie sie das heutige Universum aufweist. Am Ende der Simulation hatten sich Massenansammlungen in der Größe von Galaxien und Galaxienhaufen gebildet. Es ist eine schwammartige Struktur mit fraktalen Eigenschaften entstanden.
Die Simulationsergebnisse von Millennium stimmen sehr gut mit den Beobachtungen des Universums überein, sodass damit erstmals ein gültiges Modell des ganzen Universums erzeugt worden ist. Allerdings haben neuere Simulationen wie Bolshoi auf der Grundlage neuer Daten teilweise abweichende Resultate geliefert.